# Бошерніца
Бошерніца (рум. Boșernița) — село у Резинському районі Молдови. Адміністративно підпорядковане місту Резина.

## Населення
За даними перепису населення 2004 року у селі проживали 486 осіб.
Національний склад населення села:
| Національність | Кількість осіб | Відсоток |
| -------------- | -------------- | -------- |
| молдавани      | 483            | 99,4%    |
| росіяни        | 3              | 0,6%     |
| Всього         | 486            | 100%     |